# Adalberón de Laon
Adalberón o Ascelin (f. 19 de julio de 1030 o 1031) fue un clérigo francés, obispo de Laon. Era hijo de Reginar de Bastogne y sobrino de Adalberón de Reims.

## Biografía
Estudió en Reims, y perteneció al cabildo catedralicio de la catedral de Metz. Fue nombrado obispo de Laon en 977.
El cronista Richer de Reims recoge (en el año 977) una acusación en su contra: adulterio con la reina Emma de Italia. El hijo de Emma, Luis V, le expulsó de Laon en 981.
Cuando Laon fue tomada por Carlos (duque de la Baja Lorena) en 988, Adalberón fue encarcelado. Escapó y buscó la protección de Hugo Capeto, rey de Francia. Tras ganarse la confianza de Carlos de Lorena y de Arnulfo de Reims (obispo de Reims) fue restaurado en su sede episcopal. En 991, la victoria de Hugo sobre Carlos y Arnulfo le obligaron a poner Laon en las manos del rey.
A partir de ese momento se dedicó activamente a los asuntos eclesiásticos, hasta su muerte.

## Obra

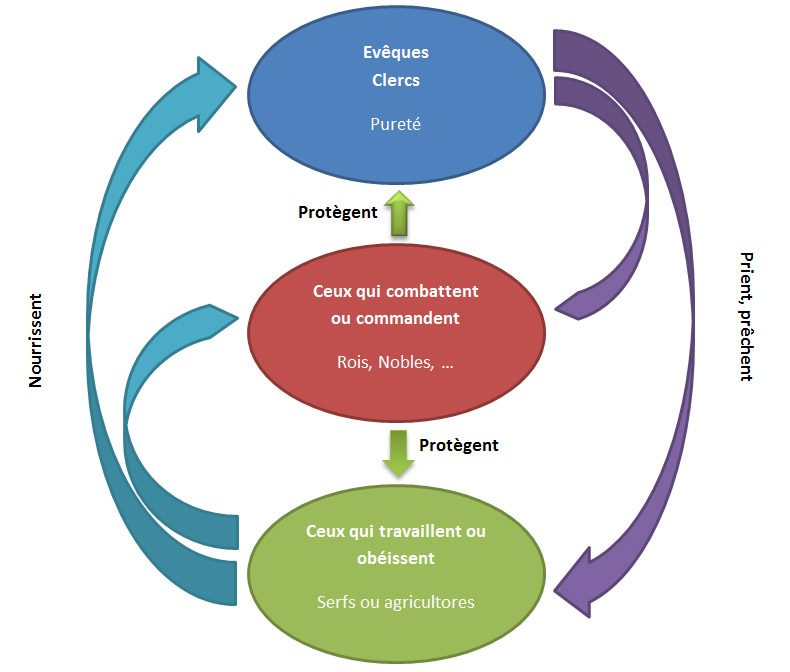
Los tres órdenes de la sociedad según Adalberón de Laon

Adalberón escribió un poema satírico en forma de diálogo, dedicado a Roberto II de Francia, en el que argumenta contra las reformas monásticas y episcopales de su época. Muestra su disconformidad con el abad Odilón de Cluny y sus seguidores, y se opone a que personas de humilde nacimiento alcancen el rango de obispos.
Ha llegado a ser muy citado, especialmente en la historiografía francesa, por un poema en el que hace mención de los "tres órdenes" de la sociedad estamental: "oratores, bellatores, laboratores" (los que oran, los que combaten y los que trabajan).